# Виснадело (Кремона)
Виснадело је насеље у Италији у округу Кремона, региону Ломбардија.
Према процени из 2011. у насељу је живело 21 становника. Насеље се налази на надморској висини од 39 м.